# Kingston (Ohio)

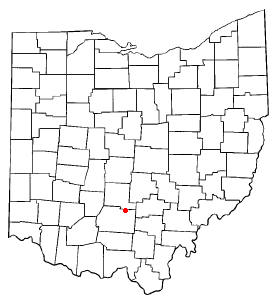
Kingston na planie stanu Ohio

Kingston – wieś w USA, w stanie Ohio, w hrabstwie Ross.
Według danych z 2020 roku wieś liczyła 1262 mieszkańców.